# 川瀬輝夫
川瀬 輝夫（かわせ てるお、1929年（昭和4年）11月25日 - 2016年（平成28年）3月2日）は、日本の政治家。元愛知県弥富市長。

## 来歴
大阪府立大学卒。高等学校教諭、印刷会社経営を経て、1975年と1979年の弥富町長選挙に立候補したが、いずれも現職に敗れた。1991年、三度目の挑戦で現職を破って初当選した。
弥富町長を4期務め、4期目途中の2006年に弥富町は隣接する十四山村を編入して「弥富市」となり、初代市長に就任した。翌2007年の市長選挙に立候補したが、リサイクル会社役員の服部彰文に敗れた。2015年旭日双光章を受章。
2016年3月2日死去。死去は報道されなかったが、葬儀は3月5日に行われた。死去後、死没日をもって正六位に叙された。